# Lochem (commune)
Lochem est une commune néerlandaise, en province de Gueldre. Elle regroupe depuis le 1er janvier 2005 les villages aux alentours, pour une population totale en 2014 de 33 227 habitants.

## Personnalités
- Irma Boom, graphiste néerlandaise.
- Johan van Dorth, bourgmestre de la ville

## Galerie

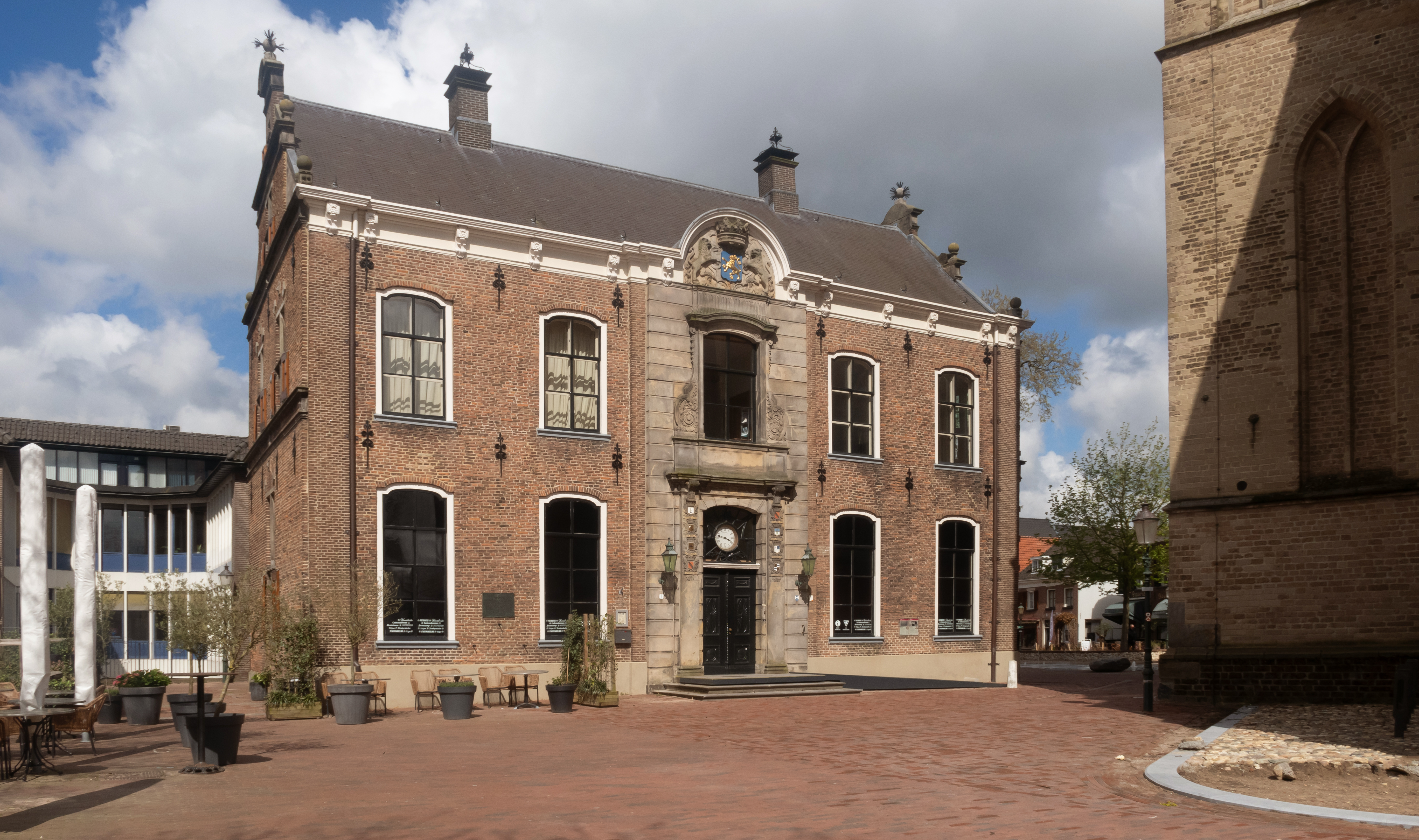
L'ancien Hôtel de Ville.
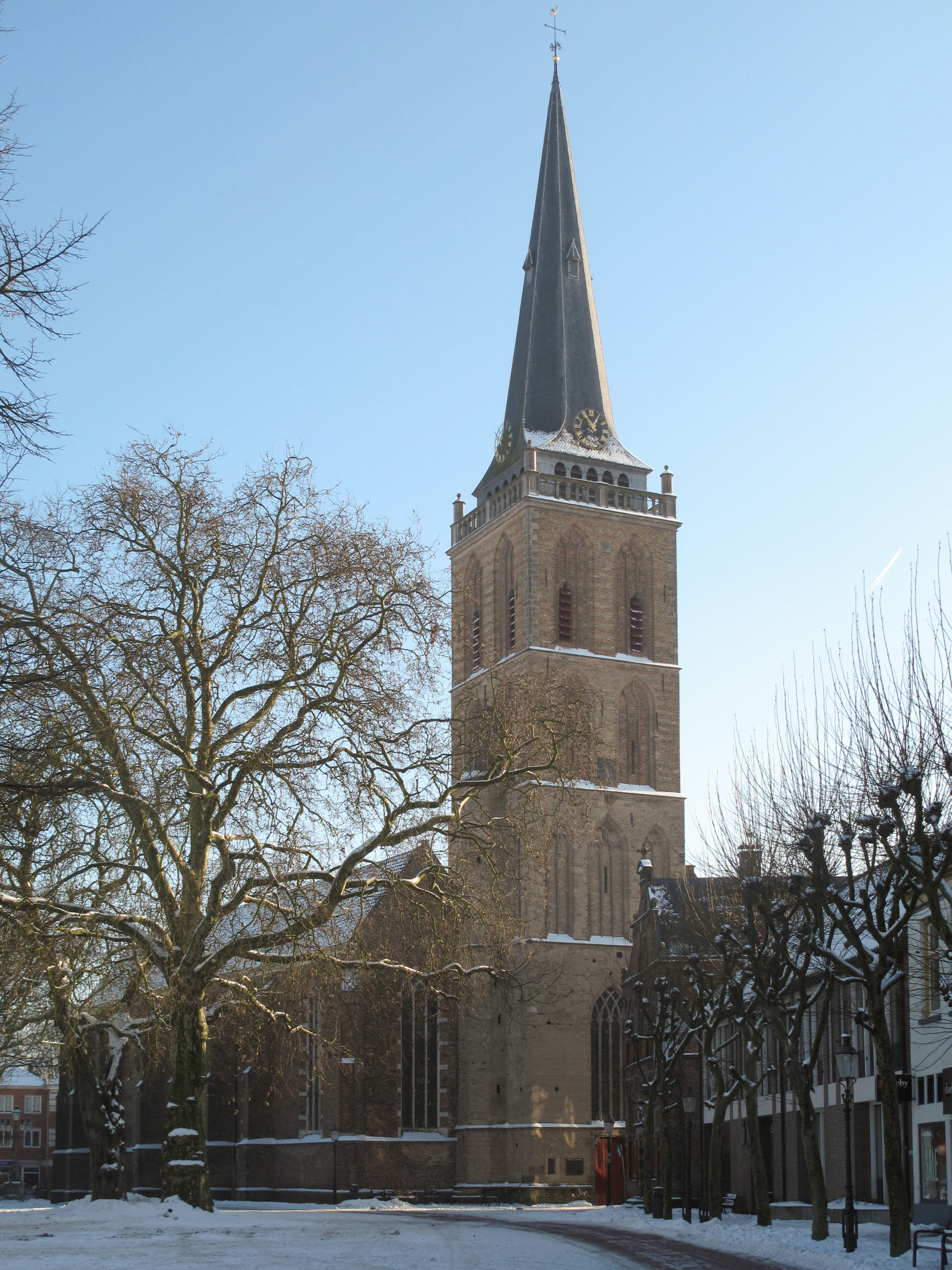
L'Église de Gudulakerk.
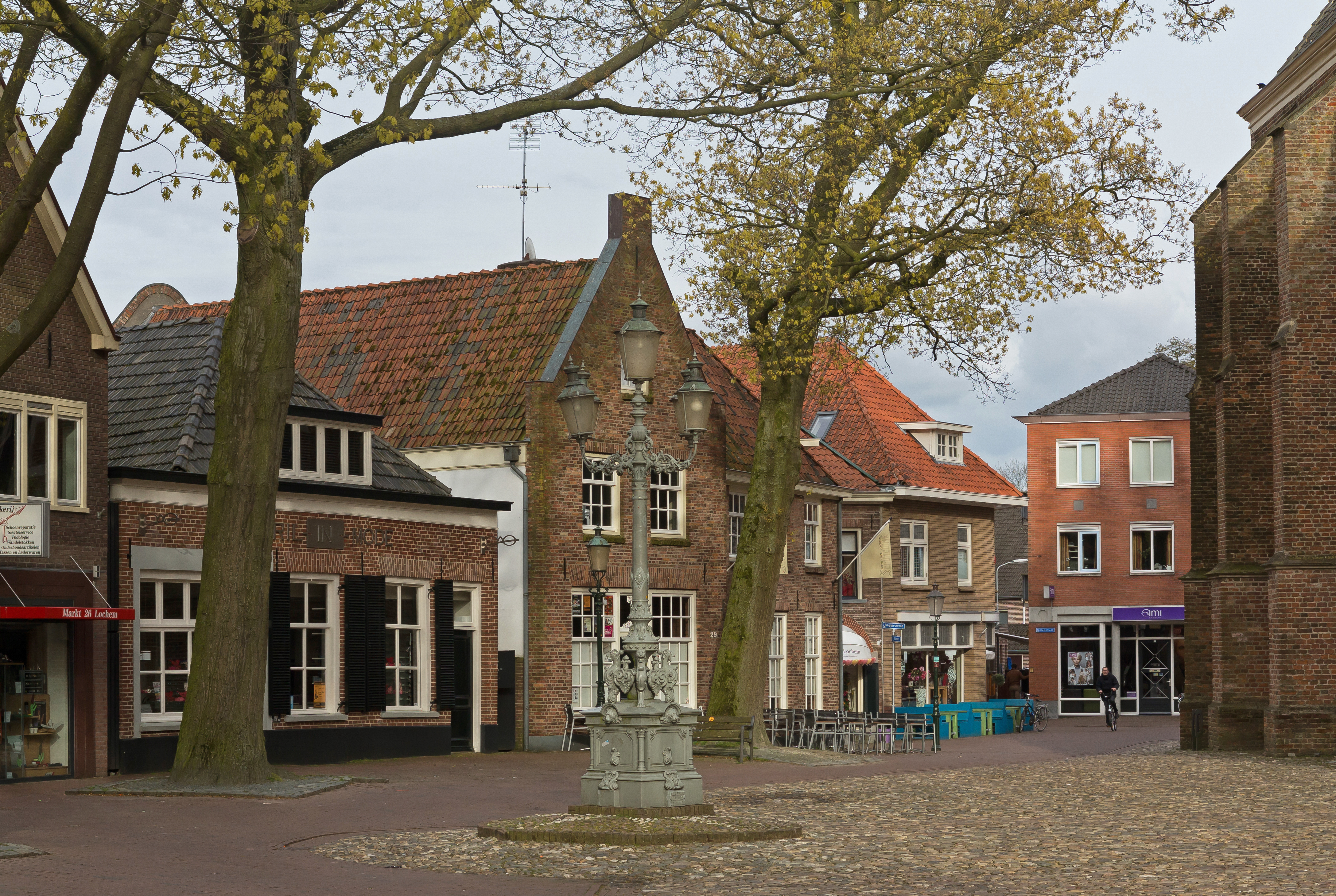
Lochem, fonte lampadaire fer avec cinq lampes à gaz
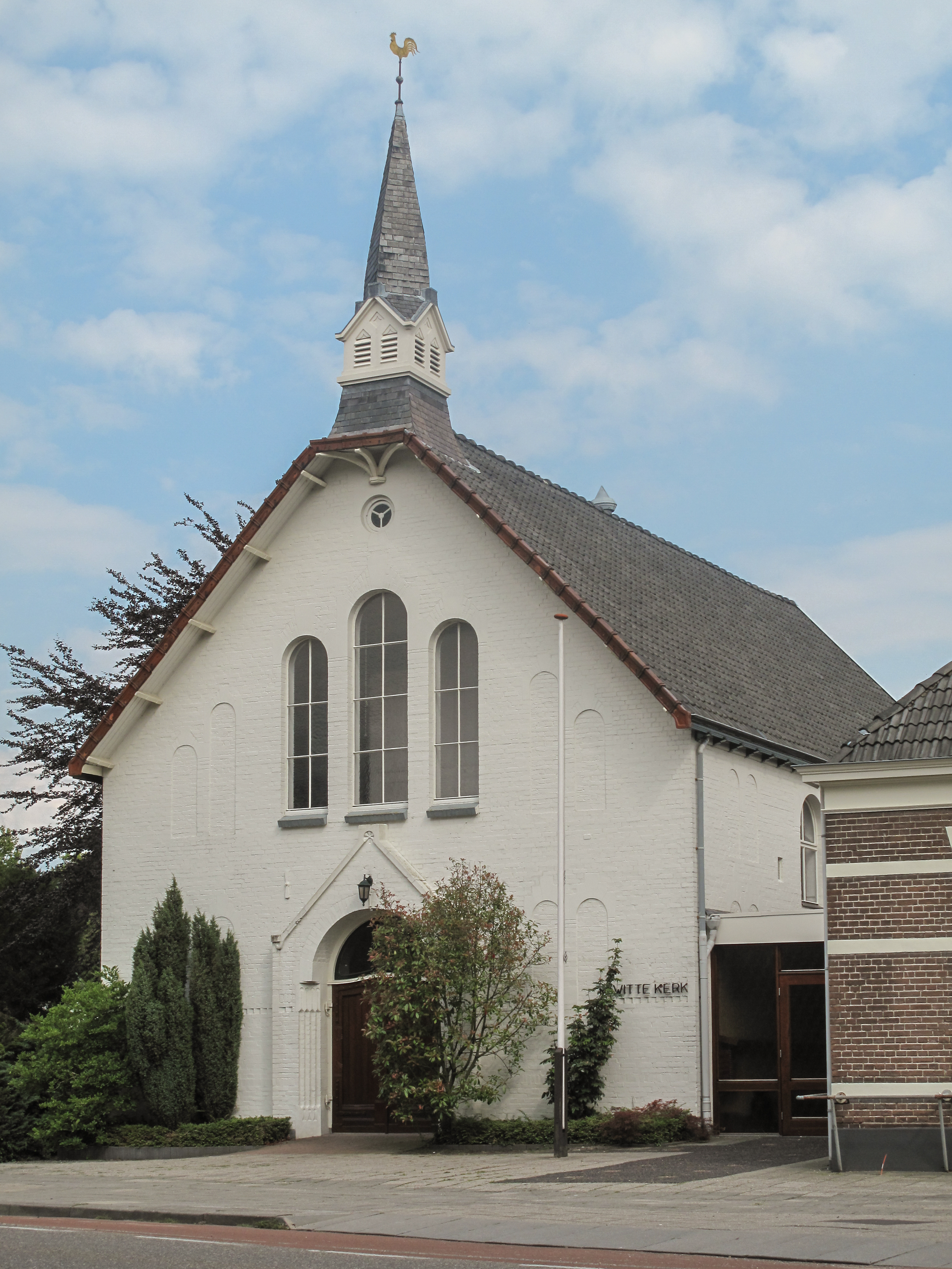
L'Église de Witte Kerk.
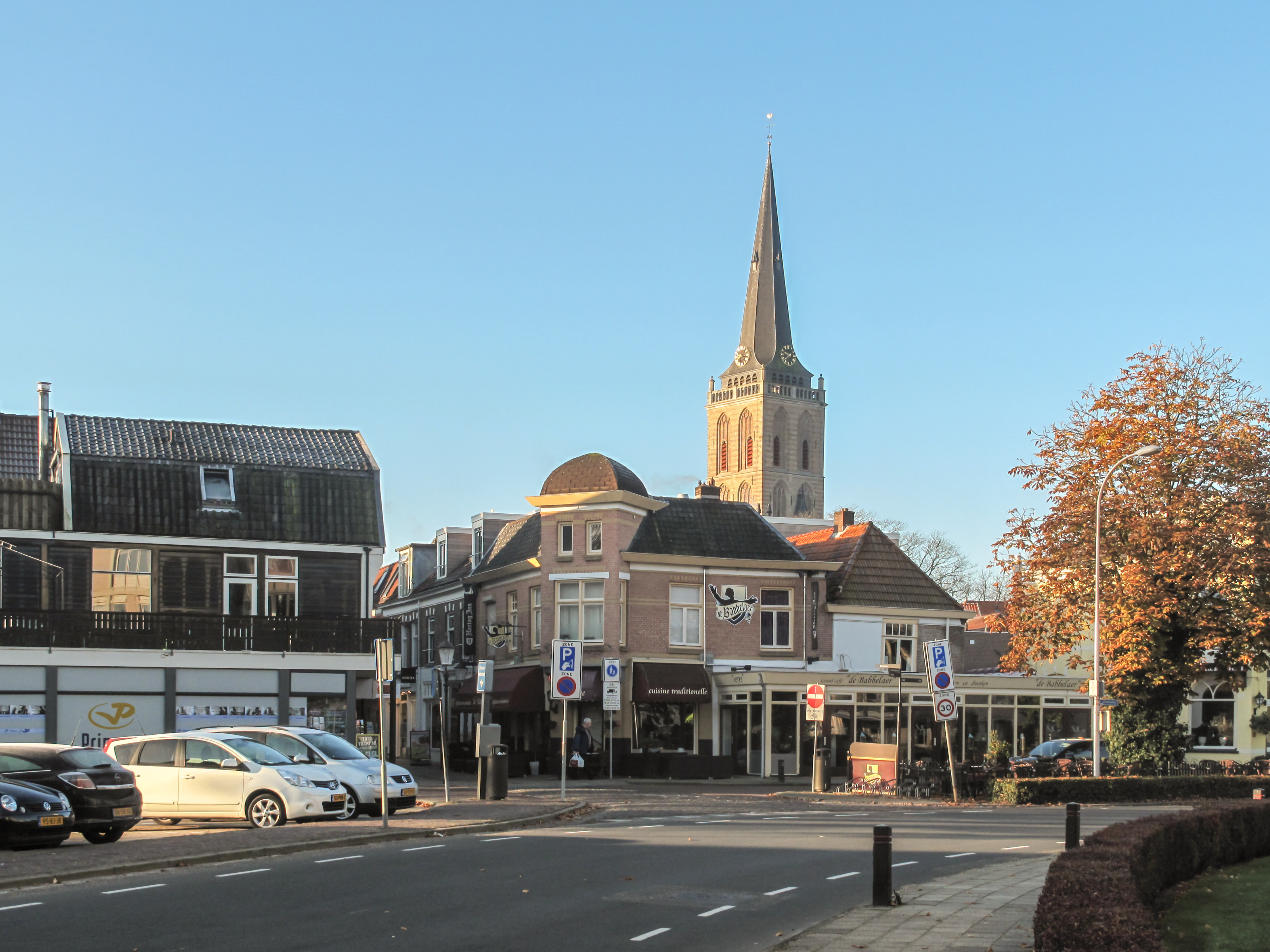
Rue de Julianaweg-Prins Bernhardweg.
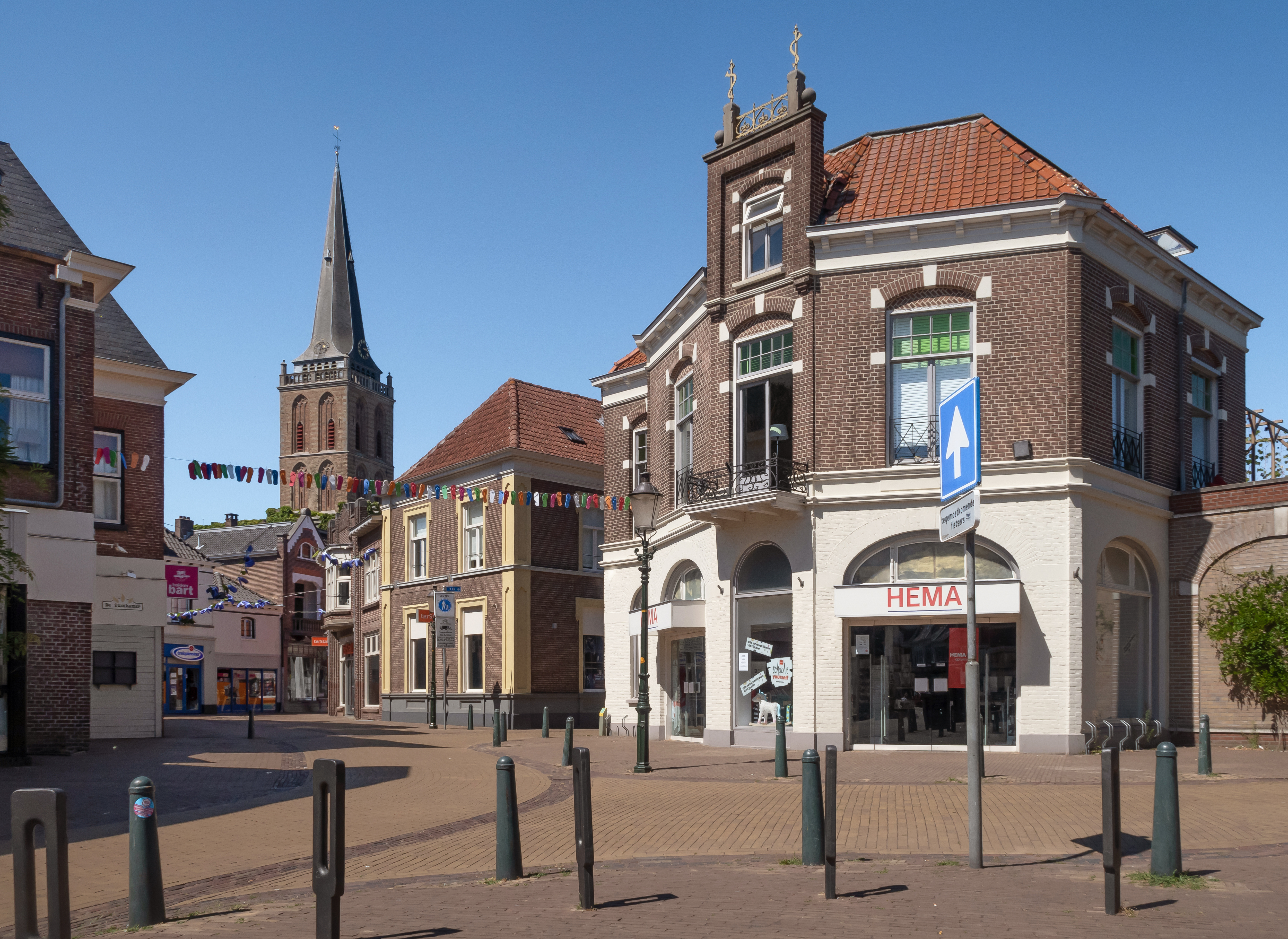
Rue de Bierstraat.
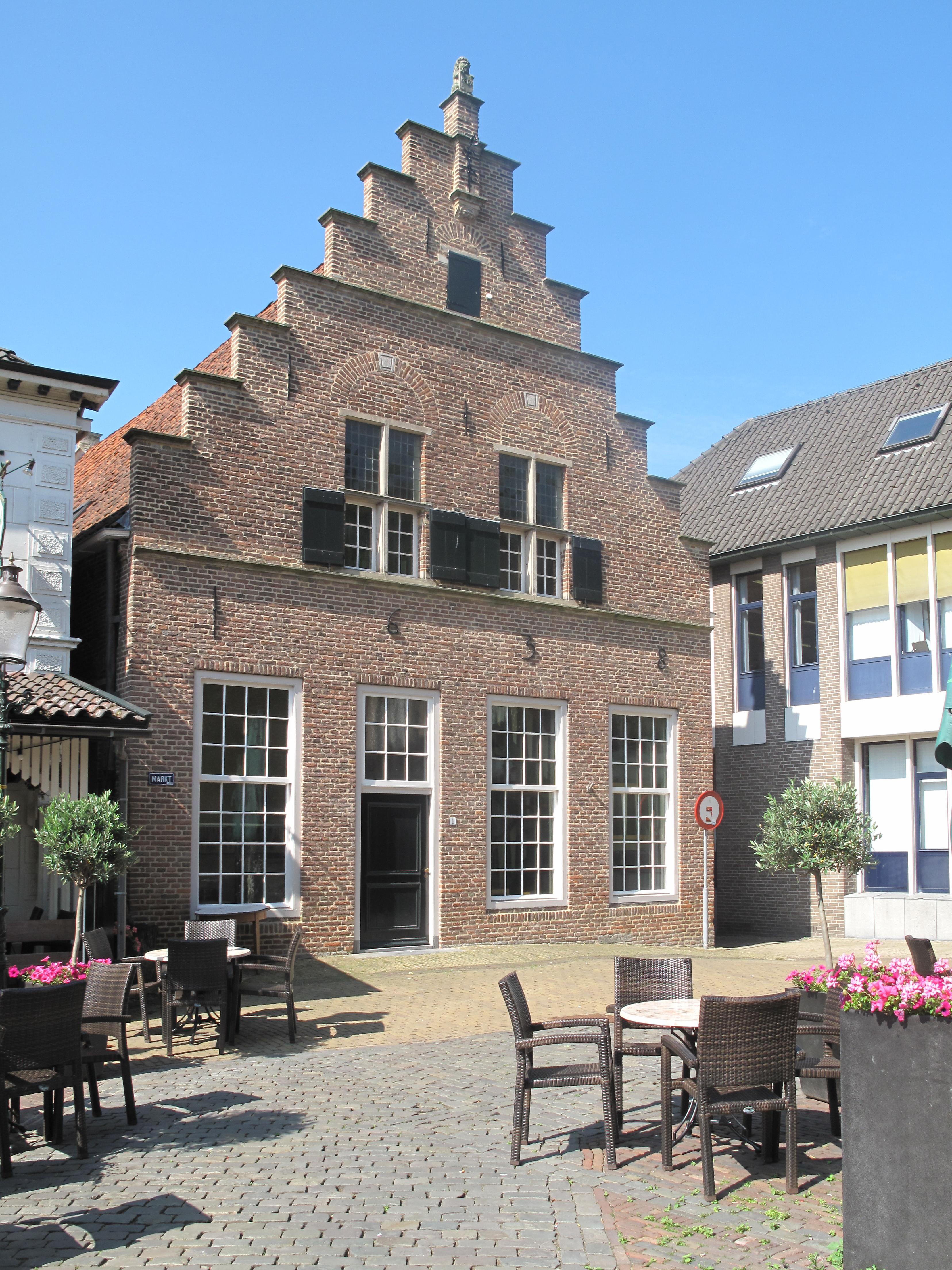
Bâtiment classé dans le centre.
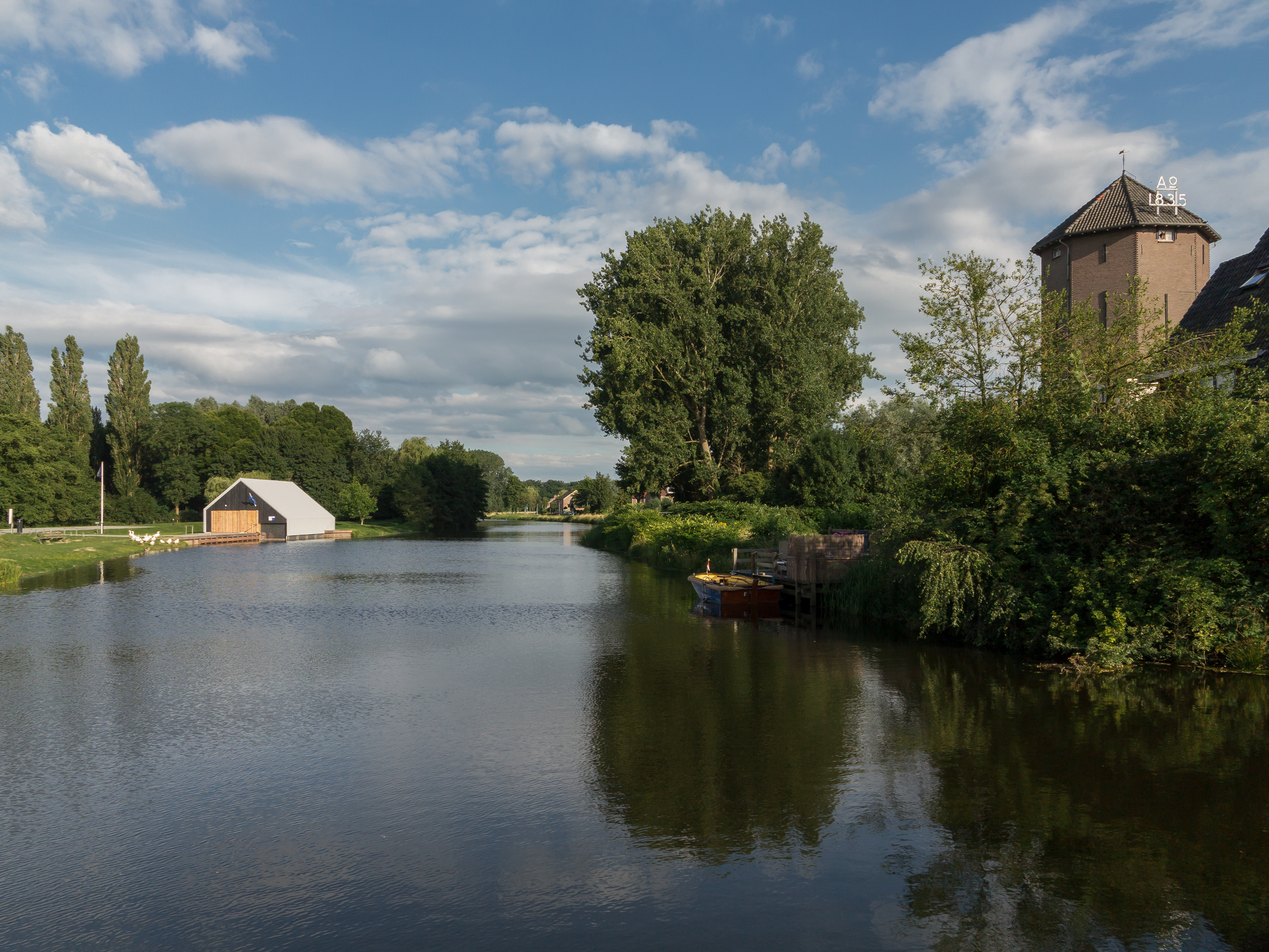
Fleuve (de Berkel) de Rue de Graaf Ottoweg.
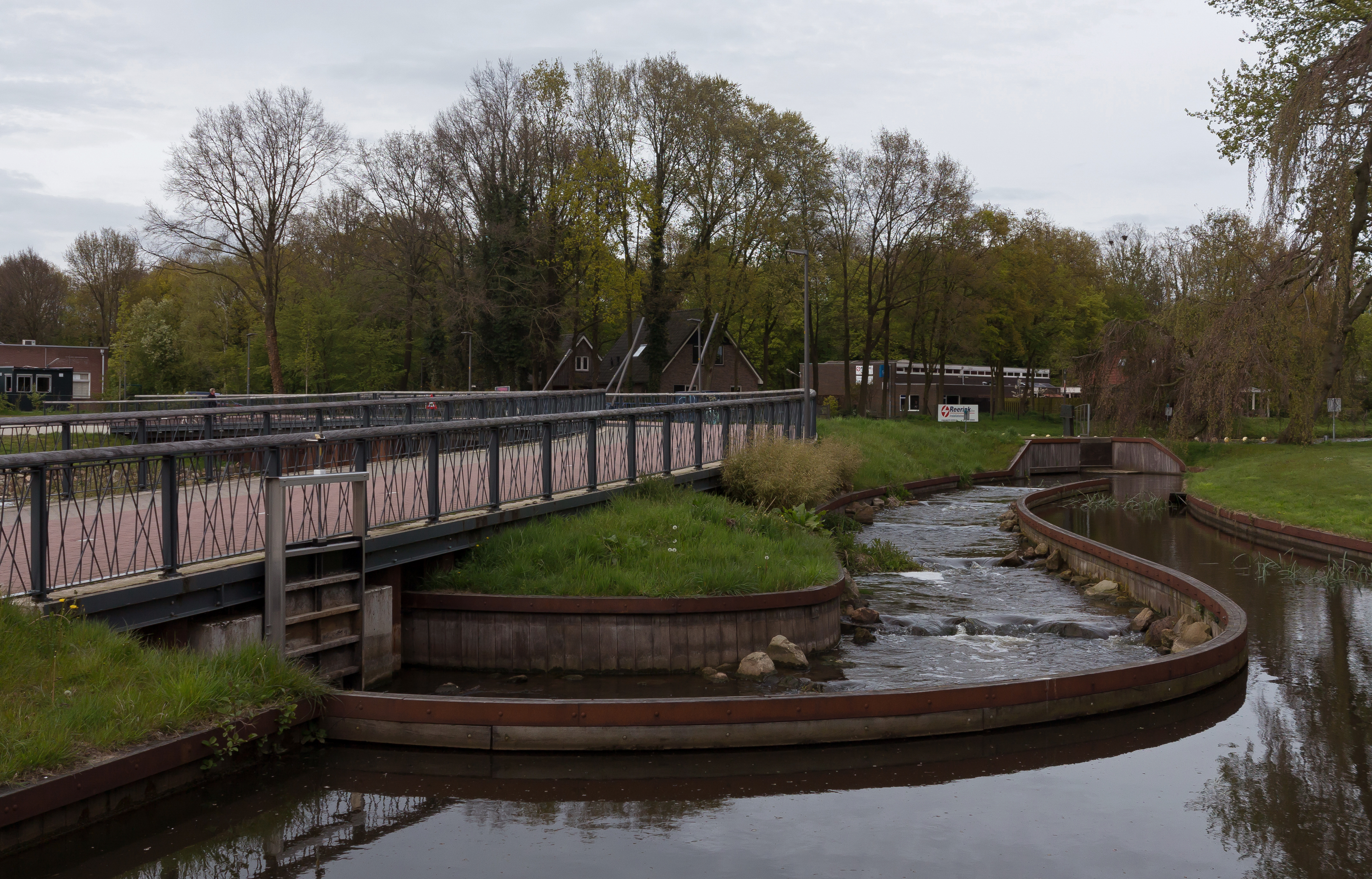
Lochem, pont pour les cyclistes et les piétons sur la Berkel-barrage
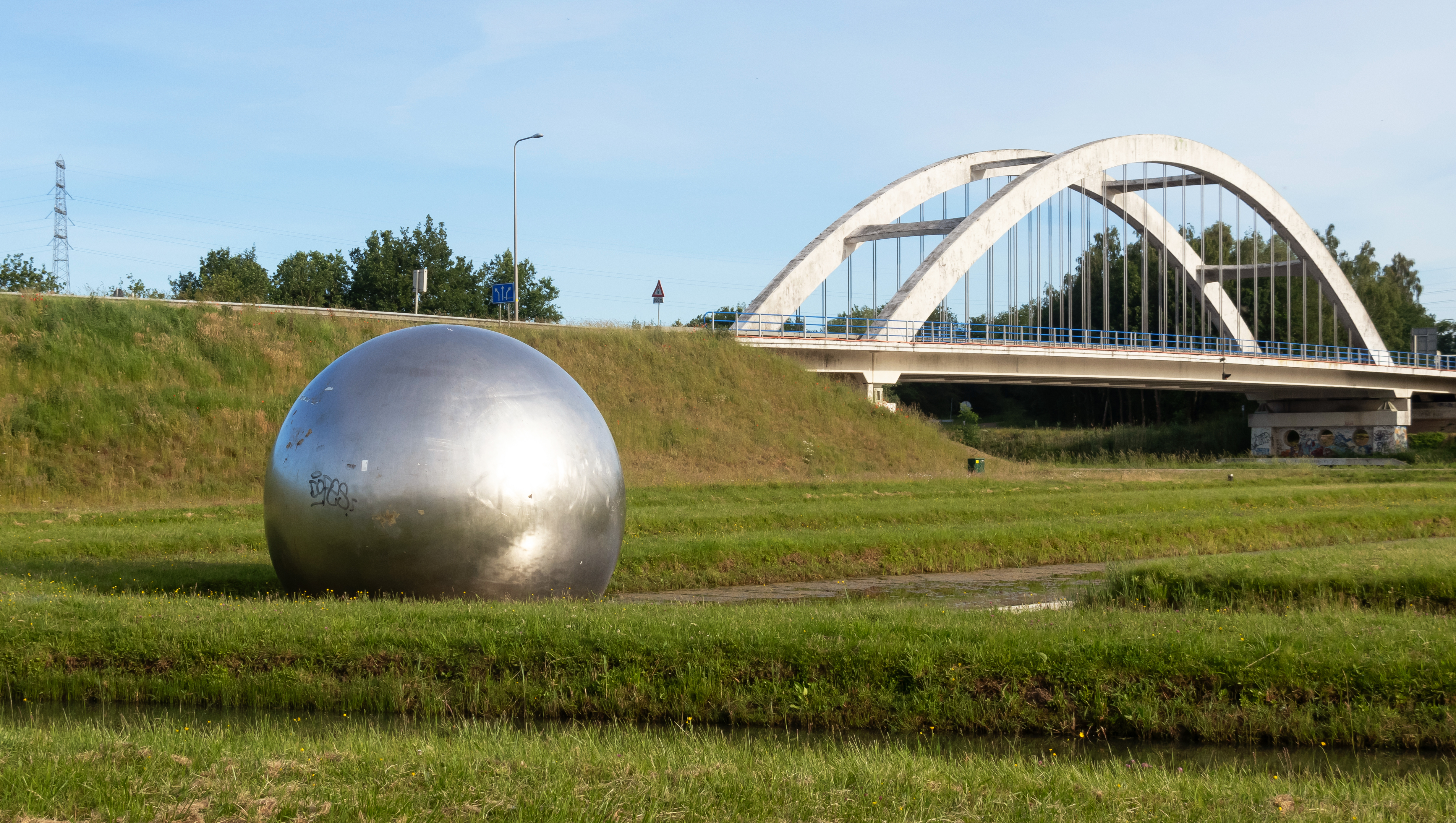
Lochem, l'œuvre d'art et le pont sur le Twenthekanaal, à la sortie de la commune
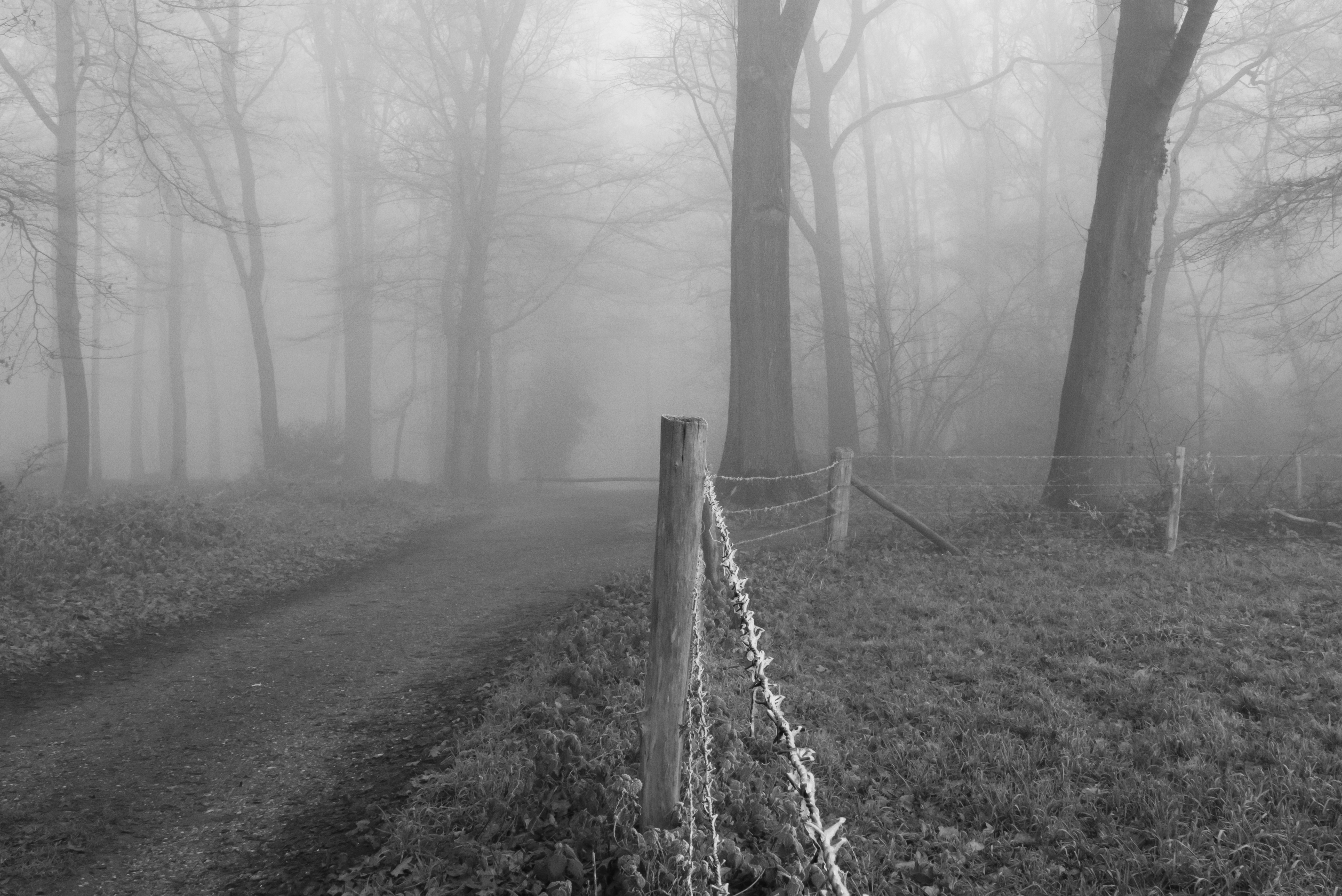
La clôture et les arbres du côté sud de la Lochemse Berg
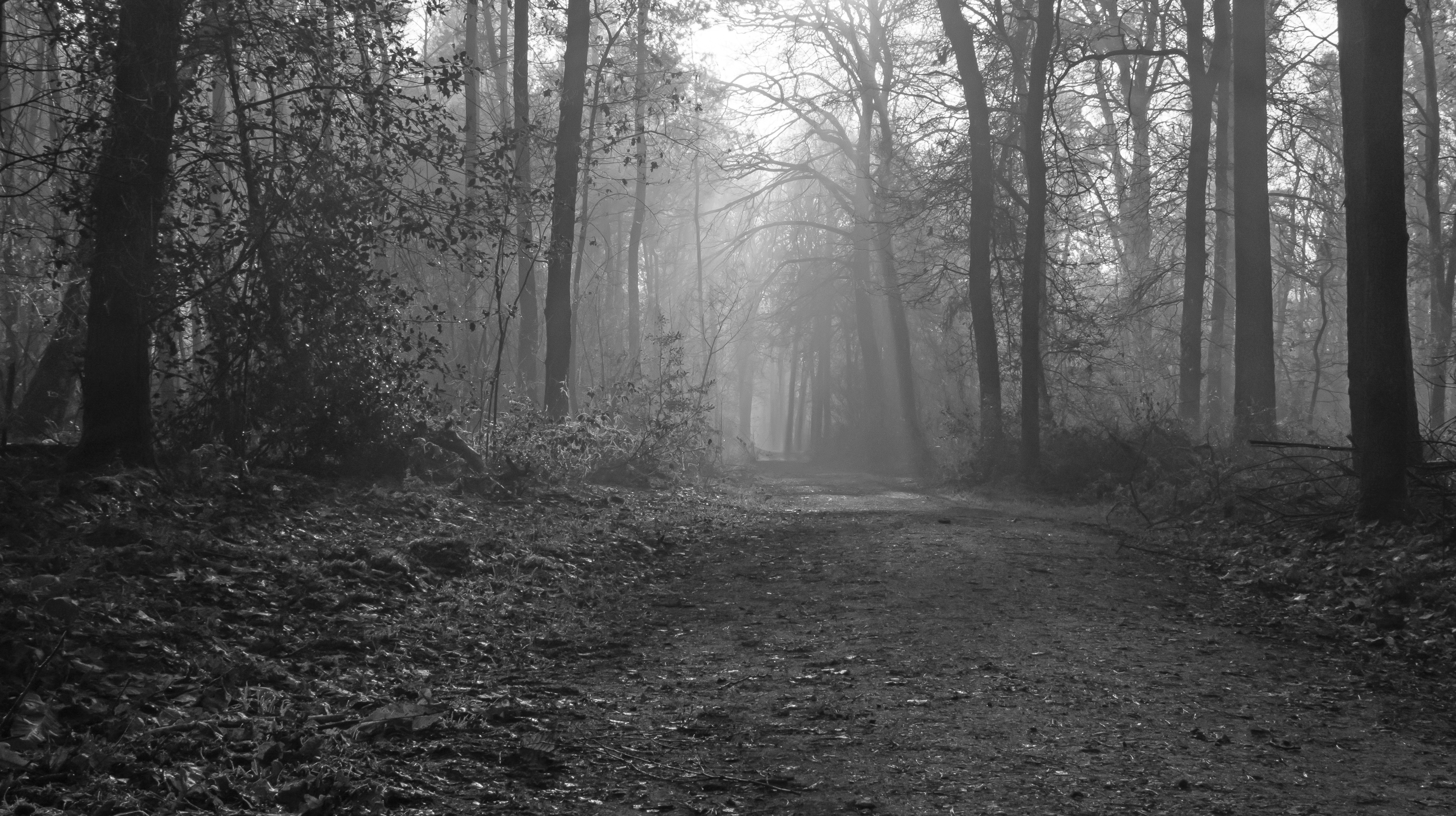
Le chemin forestier chez le Kalenber